# Умершие в октябре 1943 года
Это список известных людей, соответствующих установленным критериям значимости (см. Википедия:Критерии значимости персоналий), умерших в октябре 1943 года.
Причина смерти указывается лишь в исключительных случаях (убийство, самоубийство, гибель в результате военных действий, смертная казнь, ДТП или несчастные случаи). В остальных случаях — не указывается.

## 1 октября
- Беляев, Лаврентий Семёнович (32) — Герой Советского Союза.
- Богданов, Григорий Богданович (33) — Герой Советского Союза.
- Водяников, Андрей Васильевич (25) — Герой Советского Союза.
- Волох, Анатолий Александрович — Герой Советского Союза.
- Евлашев, Иван Петрович — Герой Советского Союза.
- Жарков, Владимир Петрович — Герой Советского Союза.
- Куприянов, Семён Семёнович — Герой Советского Союза.
- Константинова, Ксения Семёновна (18) — Герой Советского Союза.
- Кудрявицкий, Давид Абрамович (24) — Герой Советского Союза.
- Максюта, Илья Михайлович — Герой Советского Союза.
- Маринин, Николай Андреевич (28) — Герой Советского Союза.
- Мик, Алберт Стьюарт (71) — английский натуралист и зоолог-коллекционер птичьих шкур и насекомых, а также продавец птичьих перьев.
- Рахматулин, Шамиль Саидович (23) — Герой Советского Союза.
- Трубицын, Николай Панфилович (28) — Герой Советского Союза.
- Черничков, Николай Иванович (23) — Герой Советского Союза.

## 2 октября
- Алименков, Иван Никонорович — помощник командира взвода разведывательной роты 7-й гвардейской механизированной бригады 3-го гвардейского механизированного корпуса 47-й армии Воронежского фронта, Герой Советского Союза (посмертно) (1944). Погиб в битве на Днепре.
- Андрейченко, Василий Евдокимович (26) — командир огневого взвода 34-го гвардейского артиллерийского полка 6-й гвардейской стрелковой дивизии 60-й армии Центрального фронта. Герой Советского Союза (16.10.1943; посмертно), гвардии старший сержант. Погиб от ран полученных в бою.
- Бирюков, Константин Михайлович — Герой Советского Союза.
- Бочаров, Яков Васильевич — старший сержант Рабоче-крестьянской Красной Армии, участник Великой Отечественной войны, Герой Советского Союза.
- Буркут, Иван Сидорович — сержант Рабоче-крестьянской Красной Армии, участник Великой Отечественной войны, Герой Советского Союза.
- Ганюшин, Пётр Михайлович — Герой Советского Союза.
- Ермишин, Козьма Козьмич — Герой Советского Союза.
- Каруна, Василий Петрович — генерал-майор РККА.
- Колесников, Николай Павлович — Герой Советского Союза.
- Машаков, Александр Родионович — Герой Советского Союза.
- Овсянников, Константин Васильевич — Герой Советского Союза.
- Петров, Владимир Сергеевич (51) — российский и советский военный деятель.
- Попугаев, Алексей Григорьевич (19) — Герой Советского Союза.
- Проценко, Леонид Алексеевич (32) — Герой Советского Союза.
- Ромм, Александр Ильич (45) — советский филолог, поэт, переводчик, старший брат кинорежиссёра Михаила Ромма.
- Серёжников, Александр Иванович (28) — Герой Советского Союза.
- Степанов, Александр Михайлович (20) — Герой Советского Союза.
- Степанов, Иван Васильевич — Герой Советского Союза.
- Тереладзе, Акакий Лукич — Герой Советского Союза.
- Шалимов, Алексей Алексеевич (30) — Герой Советского Союза.
- Юдин, Александр Васильевич — Герой Советского Союза.
- Яковлев, Николай Александрович (19) — Герой Советского Союза.

## 3 октября
- Бойков, Николай Сафронович — красноармеец Рабоче-крестьянской Красной Армии, участник Великой Отечественной войны, Герой Советского Союза.
- Гончаров, Иван Тимофеевич (командир взвода) — Герой Советского Союза.
- Грошев, Дмитрий Николаевич (25) — Герой Советского Союза.
- Долбёшкин, Пётр Лукич (30) — Герой Советского Союза.
- Зозуля, Максим Митрофанович (38) — Герой Советского Союза.
- Катышев, Борис Михайлович (26) — Герой Советского Союза.
- Мешков, Иван Андреевич (33) — Герой Советского Союза.
- Морковский, Вениамин Яковлевич — Герой Советского Союза.
- Морозов, Павел Петрович — Герой Советского Союза.
- Носов, Александр Михайлович — Герой Советского Союза.
- Проценко, Степан Федосеевич (42) — Герой Советского Союза.
- Рюкин, Михаил Николаевич (28) — Герой Советского Союза.
- Сериков, Василий Дмитриевич — Герой Советского Союза.
- Смоляков, Абрам Ефимович (35) — Герой Советского Союза.
- Терещенко, Спиридон Васильевич (33) — Герой Советского Союза.
- Торчигин, Николай Андреевич (32) — Герой Советского Союза.
- Турдыев, Саидкул Алиевич (31) — народный комиссар земледелия Таджикской ССР; депутат Верховного Совета СССР 1-го созыва, участник Великой Отечественной войны, Герой Советского Союза.
- Цымбалюк, Андрей Григорьевич (20) — Герой Советского Союза.
- Шелест, Василий Галактионович (20) — Герой Советского Союза.
- Шкурин, Василий Митрофанович (27) — Герой Советского Союза.

## 4 октября
- Берошвили, Владимир Ливанович — Герой Советского Союза.
- Богданов, Николай Васильевич (40) — советский военный деятель, полковник. Герой Советского Союза.
- Волков, Михаил Васильевич — красноармеец, Герой Советского Союза.
- Головашенко, Сергей Куприянович (20) — Герой Советского Союза.
- Головко, Степан Владимирович — командир отделения 961-го стрелкового полка, 274-й стрелковой Ярцевской дивизии, 36-го стрелкового корпуса, 31-й армии Западного.
- Григорьян, Сергей Вартанович (20) — Герой Советского Союза.
- Демченко, Фёдор Васильевич (24) — Герой Советского Союза.
- Загайнов, Василий Фёдорович (40) — Герой Советского Союза.
- Комбаров, Егор Игнатьевич (33) — Герой Советского Союза.
- Кузьмич, Владимир Савич (39) — украинский советский писатель.
- Никитченко, Иван Моисеевич (38) — Герой Советского Союза.
- Никифоров, Иван Яковлевич (19) — Герой Советского Союза.
- Марканов, Владимир Михайлович (18) — Герой Советского Союза.
- Мухамед-Мирзаев, Хаваджи — Герой Советского Союза.
- Петров, Антон Ильич (20) — Герой Советского Союза.
- Рощупкин, Степан Петрович — Герой Советского Союза.
- Спиваков, Александр Григорьевич (25) — Герой Советского Союза.
- Чикин, Алексей Яковлевич (37) — Герой Советского Союза.
- Шамшур, Анатолий Иванович (20) — Герой Советского Союза.

## 5 октября
- Азолина, Нина Адольфовна (17) — член подпольной организации «Юные мстители» в Оболи в годы Великой Отечественной войны. Расстреляна немецкими оккупантами
- Баюк, Пётр Ксенофонтович (23) — Герой Советского Союза.
- Бутаев, Георгий Данилович (32) — лейтенант Рабоче-крестьянской Красной Армии, участник Великой Отечественной войны, Герой Советского Союза.
- Воропаев, Григорий Яковлевич — Герой Советского Союза.
- Гаев, Павел Витальевич (42) — советский военный разведчик, гвардии полковник.
- Дегтярёв, Александр Ильич (25) — Герой Советского Союза.
- Дусухамбетов, Абу (23) — Герой Советского Союза.
- Дьяченко, Иван Давидович — Герой Советского Союза.
- Зорин, Алексей Иванович (22) — Герой Советского Союза.
- Матюшкин, Василий Ефимович (22) — Герой Советского Союза.
- Николай Новиков — Герой Советского Союза.
- Онучин, Михаил Васильевич (40) — Герой Советского Союза.
- Полищук, Иосиф Митрофанович (31) — Герой Советского Союза.
- Радчук, Павел Петрович (34) — Герой Советского Союза.
- Ройченко, Александр Александрович (31) — Герой Советского Союза.
- Самбуров, Иван Михайлович — Герой Советского Союза.
- Трофимов, Андрей Трофимович — Герой Советского Союза.
- Тумакшин, Михаил Тимофеевич (24) — Герой Советского Союза.
- Харченко, Василий Степанович (30) — Герой Советского Союза.
- Худенко, Николай Владимирович — Герой Советского Союза.
- Шурпенко, Дмитрий Васильевич (28) — командир взвода 151-го стрелкового полка (8-я стрелковая дивизия, 13-я армия, Центральный фронт), старшина; Герой Советского Союза.
- Эрджигитов, Туйчи (21) — Герой Советского Союза.

## 6 октября
- Антипин, Иван Николаевич — — младший сержант, командир сапёрного отделения 483-го отдельного сапёрного батальона. Герой Советского Союза (посмертно) (1944). Погиб в битве за Днепр
- Бирбраер, Евгений Абрамович (31) — участник Великой Отечественной войны, командир миномётной роты 225-го гвардейского стрелкового полка 78-й гвардейской стрелковой дивизии 7-й гвардейской армии Степного фронта, Герой Советского Союза, гвардии старший лейтенант.
- Глухов, Фёдор Дмитриевич — Герой Советского Союза
- Григорьев, Леонид Михайлович (30) — Герой Советского Союза
- Евдокимов, Алексей Петрович (18) — Герой Советского Союза, участник Великой Отечественной войны.
- Коротков, Алексей Иванович (39) — Герой Советского Союза, участник Великой Отечественной войны.
- Кузьменко, Иван Пантелеевич — Герой Советского Союза, участник Великой Отечественной войны.
- Кострикин, Владимир Михайлович — Герой Советского Союза, участник Великой Отечественной войны.
- Лаптев, Михаил Яковлевич — Герой Советского Союза, участник Великой Отечественной войны.
- Марфицин, Василий Викторович (27) — Герой Советского Союза, участник Великой Отечественной войны.
- Надеждин, Фёдор Алексеевич (26) — Герой Советского Союза, участник Великой Отечественной войны.
- Нечаев, Виктор Николаевич (30) — Герой Советского Союза, участник Великой Отечественной войны.
- Нефёдов, Пётр Прохорович (28) — Герой Советского Союза, участник Великой Отечественной войны.
- Опалев, Алексей Константинович (18) — Герой Советского Союза, участник Великой Отечественной войны.
- Павлов, Михаил Никитович — Герой Советского Союза.
- Павловский, Фёдор Кириллович (22) — Герой Советского Союза, участник Великой Отечественной войны.
- Пономарёв, Николай Тимофеевич (20) — Герой Советского Союза, участник Великой Отечественной войны.
- Приглебов, Алексей Васильевич (29) — Герой Советского Союза.
- Рубцов, Никанор Трофимович (41) — Герой Советского Союза, участник Великой Отечественной войны.
- Свиридов, Алексей Андреевич (24) — Герой Советского Союза.
- Тавровский, Пётр Ильич — участник Великой Отечественной войны,Герой Советского Союза.
- Ургенишбаев, Идрис — участник Великой Отечественной войны,Герой Советского Союза.
- Урушадзе, Ной Александрович (23) — участник Великой Отечественной войны,Герой Советского Союза.
- Фокин, Владимир Иванович (46) — Герой Советского Союза.

## 7 октября
- Антропов, Василий Яковлевич — гвардии майор Рабоче-крестьянской Красной Армии, участник Великой Отечественной войны, Герой Советского Союза (посмертно) (1943). Умер от ран полученных в бою.
- Биренбойм, Яков Абрамович (35) — участник Великой Отечественной войны, командир 15-го гвардейского воздушно-десантного полка 4-й гвардейской воздушно-десантной дивизии 60-й армии Воронежского фронта, Герой Советского Союза.
- Бурак, Андрей Матвеевич — Герой Советского Союза.
- Бондаренко, Пётр Николаевич (22) — Герой Советского Союза.
- Винокуров, Максим Ильич — Герой Советского Союза.
- Кауров, Фёдор Анисимович (21) — Герой Советского Союза.
- Коньков, Геннадий Гаврилович — Герой Советского Союза.
- Макеев, Алексей Васильевич — Герой Советского Союза.
- Минаенко, Иван Алексеевич — Герой Советского Союза.
- Рутчин, Алексей Иванович (31) — Герой Советского Союза.
- Соловьёв, Михаил Григорьевич — Герой Советского Союза.
- Хушназаров, Сапар — стрелок 467-го стрелкового полка 81-й стрелковой дивизии 61-й армии Центрального фронта, рядовой, Герой Советского Союза.
- Чхаидзе, Владимир Михайлович (21) — советский танкист, участник Великой Отечественной войны, Герой Советского Союза.

## 8 октября
- Бан, Олга (17) — — югославская партизанка, участница Народно-освободительной войны Югославии. Народный герой Югославии (посмертно) (1973). Расстреляна немецкими оккупантами.
- Бычковский, Олег Анатольевич (19) — Герой Советского Союза.
- Дехканбаев, Абдусалим (36) — Герой Советского Союза.
- Калачёв, Александр Васильевич — Герой Советского Союза.
- Корнеев, Василий Терентьевич (22) — Герой Советского Союза.
- Ланских, Тимофей Иванович (34) — Герой Советского Союза.
- Малык, Фома Васильевич (40) — Герой Советского Союза.
- Мрый, Андрей (50) — белорусский писатель, журналист, переводчик.
- Огнев, Андрей Григорьевич (41) — Герой Советского Союза.
- Павловский, Алексей Андреевич (29) — Герой Советского Союза.
- Пугачёв, Арсений Филиппович — Герой Советского Союза.
- Хащеватский, Моисей Израилевич (46) — еврейский советский поэт, драматург, переводчик, литературный критик. Писал на идише.
- Цвилий, Пётр Петрович (34) — Герой Советского Союза.

## 9 октября
- Антуан, Андре — французский режиссёр театра и кино, теоретик театра, создатель и руководитель «Свободного театра» и «Театра Антуана»
- Зиновьев, Иван Алексеевич (19) — Герой Советского Союза.
- Кузуб, Павел Степанович — Герой Советского Союза.
- Песков, Дмитрий Иванович (43) — Герой Советского Союза.
- Петров, Николай Андреевич — Герой Советского Союза.
- Силкин, Григорий Петрович (23) — Герой Советского Союза.

## 10 октября
- Авалиани, Лаврентий Иванович (19) — участник Великой Отечественной войны, командир отделения 1372-го стрелкового полка 417-й стрелковой дивизии 44-й армии Южного фронта, Герой Советского Союза (посмертно) (1943), сержант. Погиб в бою.
- Виноградов, Иван Кузьмич (24) — Герой Советского Союза.
- Галь, Алексей Трофимович — Герой Советского Союза.
- Калинин, Борис Петрович (30) — Герой Советского Союза.
- Козлов, Николай Андреевич (26) — Герой Советского Союза.
- Куница, Алексей Сергеевич (31) — Герой Советского Союза.
- Ляпота, Степан Константинович (36) — Герой Советского Союза.
- Нагнибеда, Семён Маркович — Герой Советского Союза.
- Прохоренко, Николай Степанович (21) — капитан, Герой Советского Союза.
- Рогачёв, Михаил Иосифович (23) — Герой Советского Союза.
- Самарин, Михаил Андреевич (28) — капитан, Герой Советского Союза.
- Чипишев, Василий Иванович (25) — Герой Советского Союза.

## 11 октября
- Волошин, Иван Андреевич — Герой Советского Союза.
- Гринкевич, Франц Андреевич (38) — участник Великой Отечественной войны, командир 32-й гвардейской танковой бригады.
- Иванов, Михаил Иванович (34) — подполковник Рабоче-крестьянской Красной Армии, участник Великой Отечественной войны, Герой Советского Союза.
- Пичугов, Василий Григорьевич — участник Великой Отечественной войны, Герой Советского Союза
- Сергеев, Владимир Фёдорович (20) — участник Великой Отечественной войны, Герой Советского Союза
- Сухобский, Николай Феофанович (27) — участник Великой Отечественной войны, Герой Советского Союза

## 12 октября
- Высоцкий, Владислав Казимирович (35) — участник Великой Отечественной войны заместитель командира 3-го батальона 1-го пехотного полка 1-й польской пехотной дивизии имени Тадеуша Костюшко в составе 33-й армии Западного фронта, Герой Советского Союза, капитан Войска Польского.
- Грицынин, Константин Данилович (37) — участник Великой Отечественной войны, Герой Советского Союза.
- Захарченко, Василий Петрович — участник Великой Отечественной войны, Герой Советского Союза.
- Карпов, Стефан Архипович — ефрейтор Рабоче-крестьянской Красной Армии, участник Великой Отечественной войны, Герой Советского Союза.
- Кживонь, Анеля (18) — автоматчица женской роты автоматчиков дивизии им. Т. Костюшко Войска Польского, рядовой, Герой Советского Союза.
- Кузьмин, Василий Фёдорович — Герой Советского Союза.
- Левин, Василий Андреевич — Герой Советского Союза.
- Недоговоров, Виктор Леонтьевич — Герой Советского Союза.
- Петров, Александр Павлович (20) — Герой Советского Союза.
- Пузырёв, Сергей Михайлович — Герой Советского Союза.
- Сидоренко, Иван Петрович (28) — Герой Советского Союза.
- Соснов, Алексей Андреевич (22) — Герой Советского Союза.
- Харьковец, Анатолий Парфирович — капитан, Герой Советского Союза.

## 13 октября
- Алекперов, Михаил Мамедович (19) — участник Великой Отечественной войны, разведчик 79-й гвардейской отдельной разведывательной роты 81-й гвардейской стрелковой дивизии 1-й гвардейской армии Степного фронта, Герой Советского Союза (посмертно). Погиб в битве за Днепр.
- Борисов, Михаил Алексеевич — Герой Советского Союза.
- Корчак, Иосиф Павлович (28) — Герой Советского Союза.
- Макаревич, Сергей Антонович (30) — Герой Советского Союза.
- Мариков, Иван Ефимович (36) — Герой Советского Союза.
- Моховой, Сергей Петрович (28) — Герой Советского Союза.
- Мытов, Дмитрий Васильевич — Герой Советского Союза.
- Полянский, Николай Алексеевич — красноармеец, Герой Советского Союза.
- Попов, Фёдор Кузьмич (21) — красноармеец, Герой Советского Союза.
- Рыбалка, Алексей Васильевич (22) — красноармеец, Герой Советского Союза.
- Сентюков, Николай Петрович (19) — красноармеец, Герой Советского Союза.
- Серафим (Загоровский) — святой Православной Церкви.
- Топориков, Иван Гаврилович — красноармеец, Герой Советского Союза.

## 14 октября
- Алексеев, Александр Иванович (21) — советский офицер, участник Великой Отечественной войны, командир роты 1-го мотострелкового батальона 69-й механизированной бригады 9-го механизированного корпуса 3-й гвардейской танковой армии Воронежского фронта, Герой Советского Союза (посмертно) (1944), лейтенант. Погиб в битве за Днепр
- Андрющенко, Григорий Яковлевич (38) —— советский офицер, участник Гражданской, советско-финской и Великой Отечественной войн. В годы Великой Отечественной войны — заместитель командира 6-го гвардейского танкового корпуса. Герой Советского Союза (17.11.1943; посмертно), гвардии полковник. Погиб в битве за Днепр.
- Воронков, Иван Яковлевич — Герой Советского Союза
- Гостев, Александр Сергеевич — Герой Советского Союза
- Гурин, Василий Терентьевич (24) — Герой Советского Союза
- Гусев, Василий Сергеевич (32) — Герой Советского Союза
- Двойченков, Павел Иванович — Герой Советского Союза
- Козловский, Николай Кузьмич (25) — Герой Советского Союза
- Козырев, Сергей Фёдорович (19) — Герой Советского Союза
- Лазарев, Егор Иванович — Герой Советского Союза.
- Литвинов, Дмитрий Прокопьевич — Герой Советского Союза.
- Марицкий, Николай Васильевич (20) — Герой Советского Союза.
- Минаков, Иван Фёдорович — Герой Советского Союза.
- Недбайло, Михаил Иванович (42) — художник, педагог.
- Обликов, Иван Сергеевич (27) — Герой Советского Союза.
- Овчаров, Степан Семёнович — Герой Советского Союза.
- Рукин, Игнат Трофимович — Герой Советского Союза.
- Середин, Фёдор Яковлевич (25) — Герой Советского Союза.
- Скалацкий, Павел Павлович — Герой Советского Союза.
- Степанов, Алексей Сергеевич — Герой Советского Союза.
- Стефанов, Дмитрий Никитович — Герой Советского Союза.
- Хуртин, Иван Андреевич — Герой Советского Союза.
- Цибенко, Григорий Фёдорович — Герой Советского Союза.
- Яценко, Николай Лаврентьевич (20) — Герой Советского Союза.

## 15 октября
- Аглиуллин, Хамит Шамсутдинович (24) — участник Великой Отечественной войны, заместитель политрука, командир отделения сапёрного взвода 43-го стрелкового полка 106-й стрелковой дивизии 65-й армии Центрального фронта, Герой Советского Союза (посмертно), старший сержант. Погиб в бою под Лоевом
- Акуционок, Пётр Антонович (20) — участник Великой Отечественной войны, командир стрелкового взвода 685-го стрелкового полка 193-й стрелковой дивизии 65-й армии Центрального фронта, Герой Советского Союза (посмертно)(1943), младший лейтенант. Погиб в бою под Лоевом
- Банников, Борис Фёдорович (20) пулемётчик 42-го стрелкового полка 106-й Забайкальской стрелковой дивизии 27-го стрелкового корпуса 65-й армии Центрального фронта, Герой Советского Союза (посмертно) (30.10.1943), красноармеец. Погиб в бою под Лоевом
- Беляков, Иван Дементьевич — Герой Советского Союза.
- Богомолов, Иван Григорьевич — Герой Советского Союза.
- Буйко, Пётр Михайлович (47) — Герой Советского Союза.
- Волков, Евдоким Денисович (21) — Герой Советского Союза.
- Джинчарадзе, Исрафил Кемалович (27) — Герой Советского Союза.
- Ибрагимов, Темирбек (21) — участник Великой Отечественной войны, сержант, Герой Советского Союза.
- Карачаров, Иван Николаевич (40) — участник Великой Отечественной войны, сержант, Герой Советского Союза.
- Карнаухов, Виталий Леонидович — участник Великой Отечественной войны, Герой Советского Союза.
- Маметова, Маншук Жиенгалиевна (20) — пулемётчица 21-й гвардейской стрелковой дивизии 3-й ударной армии Калининского фронта, гвардии старший сержант. Первая казахская женщина, которой было присвоено звание Герой Советского Союза.
- Мариков, Иван Ефимович (36) — Герой Советского Союза.
- Марков, Алексей Васильевич (25) — Герой Советского Союза.
- Матюгин, Иван Максимович (36) — Герой Советского Союза.
- Панченко, Алексей Яковлевич (36) — Герой Советского Союза.
- Полосин, Алексей Иванович (20) — Герой Советского Союза.
- Редько, Алексей Николаевич (19) — Герой Советского Союза.
- Смирнов, Николай Фёдорович (35) — Герой Советского Союза.
- Смирнов, Сергей Григорьевич (40) — Герой Советского Союза.
- Шеин, Иван Кузьмич (21) — Герой Советского Союза.

## 16 октября
- Аксёнов, Александр Михайлович (24) — — участник Великой Отечественной войны, командир стрелковой роты 6-го гвардейского воздушно-десантного стрелкового полка 1-й гвардейской воздушно-десантной дивизии 37-й армии Степного фронта, Герой Советского Союза (посмертно) (1944), гвардии старший лейтенант. Погиб в бою в Днепропетровской области.
- Бессонов, Александр Андреевич (20) — Герой Советского Союза.
- Калашников, Яков Семёнович — Герой Советского Союза.
- Малиев, Михаил Алексеевич — Герой Советского Союза.
- Малышев, Иван Афанасьевич (29) — Герой Советского Союза.
- Новодран, Павел Фёдорович (26) — Герой Советского Союза.
- Савченко, Павел Павлович (32) — Герой Советского Союза.
- Сытов, Иван Никитович (27) — Герой Советского Союза.
- Юрченко, Фёдор Сергеевич (30) — Герой Советского Союза.

## 17 октября
- Белоусов, Степан Мартынович (25) — Герой Советского Союза.
- Брюханов, Алексей Иванович (20) — Герой Советского Союза.
- Ванновский, Глеб Михайлович (81) — русский военачальник и военный востоковед, генерал-лейтенант Генерального штаба.
- Власов, Митрофан Ефимович (27) — Герой Советского Союза.
- Вологин, Александр Дмитриевич (19) — Герой Советского Союза.
- Дикопольцев, Евгений Александрович (21) — Герой Советского Союза.
- Зуев, Иван Дмитриевич — Герой Советского Союза.
- Косинов, Владимир Егорович — Герой Советского Союза.
- Латышев, Владимир Фёдорович (20) — Герой Советского Союза.
- Литвиненко, Николай Никитович — Герой Советского Союза.
- Мартынов, Иван Степанович (18) — Герой Советского Союза.
- Миролюбов, Василий Алексеевич (25) — Герой Советского Союза.
- Румянцев, Александр Андреевич (21) — Герой Советского Союза.
- Тюрин, Александр Васильевич (38) — Герой Советского Союза.
- Файзулин, Ханиф Шакирович (22) — Герой Советского Союза.
- Шамаев, Павел Иванович — Герой Советского Союза.

## 18 октября
- Беломутов, Григорий Тихонович — Герой Советского Союза.
- Власов, Михаил Максимович (17) — Герой Советского Союза.
- Гусев, Владимир Васильевич (20) — Герой Советского Союза.
- Дунаев, Иван Васильевич (20) — Герой Советского Союза.
- Карпенко, Виктор Александрович (20) — участник Великой Отечественной войны, сержант, Герой Советского Союза.
- Лев, Рафаил Фроимович (25) — участник Великой Отечественной войны, командир стрелковой роты 989-го стрелкового полка 226-й стрелковой дивизии 60-й армии Центрального фронта, Герой Советского Союза, старший лейтенант.
- Левицкий, Роман Иванович — Герой Советского Союза.
- Литвинов, Пётр Дмитриевич (27) — Герой Советского Союза.
- Мандельштам, Юрий Владимирович (35) — русский поэт и литературный критик «первой волны» эмиграции, участник ряда литературных объединений Парижа; погиб в концлагере Явожно.
- Махов, Николай Фёдорович — Герой Советского Союза.
- Мордасов, Иван Андреевич (20) — Герой Советского Союза.
- Нечай, Степан Афанасьевич (24) — Герой Советского Союза.
- Попов, Семён Алексеевич (17) — участник Великой Отечественной войны,Герой Советского Союза.
- Потёмкин, Геннадий Фёдорович (20) — участник Великой Отечественной войны,Герой Советского Союза.
- Сердитов, Семён Алексеевич (39) — участник Великой Отечественной войны,Герой Советского Союза.
- Сысолетин, Михаил Иванович (25) — участник Великой Отечественной войны,Герой Советского Союза.

## 19 октября
- Власенко, Алексей Исидорович — старший лейтенант Рабоче-крестьянской Красной Армии, участник Бессарабского похода РККА и Великой Отечественной войны, Герой Советского Союза.
- Иаков (Карп) — епископ Русской православной церкви, архиепископ Елгавский, викарий Рижской епархии.
- Днепровский, Пётр Павлович — Герой Советского Союза.
- Коробейников, Николай Абросимович (25) — Герой Советского Союза.
- Мамкин, Павел Степанович (21) — Герой Советского Союза.
- Мосолов, Анатолий Алексеевич (33) — Герой Советского Союза.
- Мясоедов, Григорий Павлович (42) — Герой Советского Союза.
- Невзгодов, Андрей Иванович — Герой Советского Союза.
- Панчишин, Марьян Иванович — украинский и советский врач и государственный деятель.
- Перехода, Иван Сергеевич (36) — Герой Советского Союза.
- Скушников, Георгий Арсентьевич — Герой Советского Союза.
- Сухов, Василий Арсентьевич (31) — Герой Советского Союза.
- Чубинидзе, Леван Варламович (27) — Герой Советского Союза.

## 20 октября
- Боенко, Дмитрий Петрович — Герой Советского Союза.
- Бояринцев, Тимофей Алексеевич (32) — Герой Советского Союза.
- Грачёв, Иван Николаевич — Герой Советского Союза.
- Гришин, Иван Григорьевич (22) — Герой Советского Союза.
- Ермаков, Фрол Андреевич (28) — Герой Советского Союза.
- Зиндельс, Абрам Моисеевич — участник Великой Отечественной войны, командир взвода 690-го стрелкового полка (126-я стрелковая дивизия, 51-я армия, Южный фронт), Герой Советского Союза.
- Калинин, Николай Тихонович (18) — Герой Советского Союза.
- Колодченко, Борис Георгиевич — Герой Советского Союза.
- Романов, Николай Кириллович (24) — Герой Советского Союза.
- Скорынин, Владимир Петрович (19) — Герой Советского Союза.
- Стасюк, Никита Иванович — Герой Советского Союза.
- Фролов, Михаил Иванович — советский солдат, участник Великой Отечественной войны, Герой Советского Союза.

## 21 октября
- Бутенко, Иван Ефимович (25) — участник Великой Отечественной войны, Герой Советского Союза.
- Гришунов, Егор Матвеевич (26) — участник Великой Отечественной войны, Герой Советского Союза.
- Давлетов, Баян Еркеевич (19) — участник Великой Отечественной войны, Герой Советского Союза.
- Ерёмушкин, Николай Николаевич (17) — участник Великой Отечественной войны, Герой Советского Союза.
- Костычев, Степан Фёдорович (27) — участник Великой Отечественной войны, Герой Советского Союза.
- Котегов, Алексей Александрович (19) — участник Великой Отечественной войны, Герой Советского Союза.
- Наумов, Георгий Васильевич (39) — участник Великой Отечественной войны, Герой Советского Союза.
- Нестеренко, Григорий Карпович (26) — участник Великой Отечественной войны, Герой Советского Союза.
- Овчаренко, Иван Тихонович (33) — участник Великой Отечественной войны, Герой Советского Союза.
- Павлюченков, Игнат Павлович (34) — участник Великой Отечественной войны, Герой Советского Союза.
- Потапенко, Филипп Алексеевич (21) — участник Великой Отечественной войны, Герой Советского Союза.
- Прудников, Дмитрий Тихонович (21) — участник Великой Отечественной войны, Герой Советского Союза.
- Самсонов, Борис Васильевич (34) — участник Великой Отечественной войны, Герой Советского Союза.
- Свечкарёв, Иван Семёнович — участник Великой Отечественной войны, Герой Советского Союза.
- Фоминых, Николай Фёдорович (20) — участник Великой Отечественной войны, Герой Советского Союза.
- Черемнов, Яков Дмитриевич (24) — участник Великой Отечественной войны, Герой Советского Союза.

## 22 октября
- Абдалиев, Каракозы — Герой Советского Союза (посмертно), участник Великой Отечественной войны, погиб в бою за Мелитополь
- Асманов, Александр Владимирович (19) — командир орудия 981-го зенитно-артиллерийского полка 9-й зенитно-артиллерийской дивизии 40-й армии 1-го Украинского фронта Герой Советского Союза (посмертно) (1943). Погиб в битве за Днепр
- Бондаренко, Михаил Иванович (41) — боец из расчёта А. В. Асманова Герой Советского Союза (посмертно). Погиб в битве за Днепр
- Гребенёв, Аркадий Филимонович (19) — боец из расчёта А. В. Асманова, Герой Советского Союза (посмертно) (1943. Погиб в битве за Днепр
- Жулябин, Пётр Андреевич (38) — боец из расчёта А. В. Асманова, Герой Советского Союза (посмертно) (1943). Погиб в битве за Днепр
- Звездин, Иван Аникеевич — Герой Советского Союза.
- Каплун, Сергей Ильич — советский учёный-медик, врач.
- Каплунов, Аркадий Львович (31) — Герой Советского Союза (посмертно) (1943). Погиб в битве за Днепр
- Лаврентьев, Павел Григорьевич — Герой Советского Союза.
- Литвинов, Иван Филиппович — Герой Советского Союза.
- Локтев, Иван Яковлевич (26) — Герой Советского Союза.
- Мокринский, Алексей Семёнович — Герой Советского Союза.
- Мурыгин, Павел Павлович — Герой Советского Союза.
- Сорокин, Иван Иванович (28) — Герой Советского Союза.
- Степанов, Иван Фёдорович (19) — Герой Советского Союза.
- Темчук, Василий Иванович — Герой Советского Союза.
- Трифонов, Александр Валерьевич (25) — Герой Советского Союза.
- Утев, Егор Васильевич (18) — Герой Советского Союза.
- Ушаков, Василий Константинович (31) — Герой Советского Союза.
- Черкасов, Владимир Иванович (25) — Герой Советского Союза.

## 23 октября
- Аннаев, Ораз — участник Великой Отечественной войны, помощник командира сабельного взвода 55-го гвардейского кавалерийского полка 15-й гвардейской кавалерийской дивизии 7-го гвардейского кавалерийского корпуса 61-й армии Центрального фронта, гвардии старшина. Герой Советского Союза (посмертно) (1944). Погиб в битве за Днепр.
- Вощенко, Василий Иванович (25) — Герой Советского Союза.
- Говоров, Фёдор Иванович (24) — Герой Советского Союза.
- Локтев, Иван Яковлевич (26) — Герой Советского Союза.
- Мирошниченко, Анатолий Кузьмич (22) — Герой Советского Союза.
- Морозов, Сергей Ильич — Герой Советского Союза.
- Христов, Александр Григорьевич (34) — Герой Советского Союза.
- Чудинов, Пётр Алексеевич (25) — Герой Советского Союза.

## 24 октября
- Азизов, Домулло (30) — участник Великой Отечественной войны, командир пулемётного расчёта 120-го стрелкового полка 69-й стрелковой дивизии 65-й армии Центрального фронта, Герой Советского Союза (посмертно) (1943), младший сержант.
- Гапонов, Григорий Семёнович (30) — Герой Советского Союза.
- Кузин, Иван Васильевич — Герой Советского Союза.
- Сиффлит, Леонард (27) — австралийский военный, сержант армии Австралии.
- Тихомиров, Иван Николаевич (23) — Герой Советского Союза.
- Токмин, Иван Климентьевич — Герой Советского Союза.

## 25 октября
- Васильев, Степан Васильевич (46) — советский государственный и партийный деятель, народный комиссар рабоче-крестьянской инспекции Якутской АССР (1925—1926), умер в ИТЛ.
- Александр Кузнецов — Герой Советского Союза.
- Назимов, Николай Игнатьевич — Герой Советского Союза.
- Орехов, Иван Васильевич — Герой Советского Союза.
- Рогожин, Василий Александрович (20) — Герой Советского Союза.
- Смоленский, Сергей Михайлович (30) — Герой Советского Союза.

## 26 октября
- Байбулатов, Ирбайхан Адылханович — Герой Советского Союза.
- Григорий Лахин — Герой Советского Союза.
- Пономарёв, Пётр Тихонович (19) — Герой Советского Союза.

## 27 октября
- Аксёнов, Александр Афанасьевич (35) — участник Великой Отечественной войны, парторг 2-го стрелкового батальона 1031-го стрелкового полка (280-я Конотопская Краснознаменная стрелковая дивизия, 60-я армия, Центральный фронт), сержант, Герой Советского Союза (посмертно). Погиб в бою в Черниговской области.
- Давлетов, Абдрауф Ганеевич (27) — Герой Советского Союза.
- Кудимов, Павел Васильевич — Герой Советского Союза.
- Скворцов, Иван Васильевич — Герой Советского Союза.

## 28 октября
- Бобров, Николай Галактионович — участник Великой Отечественной войны, Герой Советского Союза.
- Бондарь, Александр Афанасьевич (27) — капитан Рабоче-крестьянской Красной Армии, участник Великой Отечественной войны, Герой Советского Союза.
- Галимов, Вахит Газизович — участник Великой Отечественной войны, Герой Советского Союза.
- Кравченко, Антон Дмитриевич — гвардии красноармеец, участник Великой Отечественной войны, Герой Советского Союза (1943), указ о награждении отменён.
- Лаптев, Леонид Семёнович (29) — Герой Советского Союза.
- Андрей Мельников — Герой Советского Союза.

## 29 октября
- Андреев, Семён Алексеевич (19) — гвардии сержант, участник Великой Отечественной войны, погиб в битве за Днепр. Герой Советского Союза (посмертно) (1944).
- Добриков, Иван Андреевич (29) — Герой Советского Союза.
- Пуляевский, Константин Афанасьевич (25) — Герой Советского Союза.
- Стерелюхин, Алексей Кузьмич (30) — Герой Советского Союза.
- Таначев, Василий Александрович (19) — Герой Советского Союза.
- Фионов, Иван Данилович — Герой Советского Союза.

## 30 октября
- Дудыкин, Евгений Петрович (18) — Герой Советского Союза.
- Александр Калашников (28) — Герой Советского Союза.
- Колесников, Николай Васильевич (20) — Герой Советского Союза.
- Василий Куликов — Герой Советского Союза.
- Остапенко, Степан Кузьмич (34) — Герой Советского Союза.
- Путилов, Сидор Антонович (27) — Герой Советского Союза.
- Трингали-Казанова (55) — итальянский государственный и политический деятель. Министр юстиции и наград Итальянской социальной республики.

## 31 октября
- Полищук, Иван Иванович (24) — Герой Советского Союза.
- Рорат, Александр Иосифович (33) — Герой Советского Союза.
- Сорокин, Павел Васильевич — Герой Советского Союза.